# Vitor Carlos Ramos
Vitor Carlos Ramos  (Santos, 18 de janeiro de 1944 — Medianeira, 13 de julho de 1974). Foi um escultor, professor e militante brasileiro desaparecido durante o período da ditadura militar brasileira de 1964. Segundo documentos encontrados nos arquivos do DOPS/RJ , Vitor era membro da Vanguarda Popular Revolucionária (VPR), VAR-Palmares e Rede.  
Esse é um dos casos investigados pela Comissão da Verdade, colegiado instituído pelo governo brasileiro responsável por apurar mortes e desaparecimentos no país entre 18 de setembro de 1946 e 5 de outubro de 1988 e com foco na ditadura militar brasileira (1964-1985).

## Biografia
Vitor Carlos Ramos nasceu no dia 18 de janeiro de 1944 na cidade de Santos, São Paulo, filho de Santina Silva Ramos e Felicindo Ramos. Vitor iniciou sua participação política no ano de 1964, participando de movimentos de extrema esquerda. Em dezembro de 1967, foi preso sobre a acusação de estar filiado à Organização Revolucionária Marxista Política (a Polop), tendo sua prisão decretada apenas em agosto de 1971, em São Paulo. 
Em 1969, entrou ilegalmente no Uruguai, mudando-se logo em seguida para o Chile, onde ficou até setembro de 1973, mesmo ano e mês da queda de Salvador Allende. Ramos, então, seguiu para a Argentina com outros refugiados brasileiros. Lá, lecionou artes plásticas e também tratou de distúrbios psicológicos que sofria. 
No país, conheceu Suzana Machado, de 21 anos, membro da Juventude Peronista, e casaram-se em 20 de fevereiro de 1974. Meses após o casamento, porém, Suzana morreu grávida, vítima de um suspeito acidente de carro.
Dois meses depois, Vitor teria se aliado à Onofre Pinto. Por conta disso, seu irmão Paulo teria conseguido obter notícias sobre Vitor da viúva de Onofre Pinto, Idalina, que teria visto o rapaz em algumas fotos do marido. 
Segundo documentos encontrados nos arquivos do Departamento de Ordem Política e Social (DOPS/RJ), Ramos era militante da Vanguarda Popular Revolucionária (VPR), grupo de luta armada brasileira de extrema-esquerda. Foi indiciado e, de acordo com arquivos, deu-se como foragido. Foi procurado por órgãos de segurança entre 1969 e 1972. 

## Militância e morte
Ramos iniciou sua luta em movimentos esquerdistas em 1964, ano do golpe militar brasileiro. Meses após a morte da esposa, juntou-se ao chamado "grupo de Onofre", comandado por Onofre Pinto, então líder do VPR, juntamente com Daniel José de Carvalho, Enrique Ernesto Ruggia, Joel José de Carvalho e José Lavecchia. O grupo tentava retornar irregularmente para o Brasil, com o objetivo de novamente combater a ditadura então estabelecida. 
Em 11 de julho de 1974, Vitor e seus colegas de militância conseguiram entrar no país, tendo penetrado no território nacional pela região de Foz do Iguaçu. Onofre, Levecchia, e os irmãos Joel e Daniel haviam sido banidos do país entre 1969 e 1971. Todos os membros do grupo de Onofre, incluindo Vitor Carlos Ramos, foram executados em um local próximo ao município da Medianeira, no Paraná, no interior do Parque Nacional do Iguaçu.  
Apenas no dia 27 de março de 1996, seu irmão, Paulo Roberto Ramos, fez um requerimento pedindo a indenização e os restos mortais de acordo com seu direito garantido pela Lei 9140/1995, que reconhece os mortos e desaparecidos em decorrência de atividade política durante o período da ditadura.

## A emboscada
Suas mortes foram fruto de uma emboscada do ex-sargento Alberi Vieira dos Santos, que, disfarçado de militante da esquerda (uma estratégia comum da polícia militar à época), explicou aos militantes que um novo foco guerrilheiro estava se formando num sítio do Paraná, convencendo-os, desta forma, a voltar para o Brasil. O grupo viajou até chegar à cidade de Medianeira, onde a armadilha havia sido feita. Seus corpos foram enterrados na região do Iguaçu, local onde hoje existe uma represa. 
A respeito da estratégia de negociação com o grupo de Onofre, Aloísio Palmar explica:
| “ | A partir de 1974, com a eliminação de todas as organizações que optaram pela luta armada, a ditadura mandava para o exterior seus agentes infiltrados ou recrutados dentro da própria esquerda. Esses agentes procuravam aqueles militantes que estavam propensos a continuar a luta e os convidavam a regressar ao Brasil. O cabo Anselmo e Alberi são os mais famosos desses agentes que, disfarçados de militantes de esquerda, [...] atraíram exilados que estudavam, trabalhavam ou constituíam família no exterior. | ” |

## Documentos
Era sabido que, em 1974, um grupo de militantes havia sido morto assim que chegou ao Brasil, na região do Paraná. Com a Lei nº9.140/95, estão anexados os nomes de cinco desaparecidos políticos do grupo, excetuando-se o de Vitor Carlos Ramos: seu caso só ficou conhecido depois da lei, sendo, portanto, analisado pela Comissão Especial sobre Mortos e Desaparecidos Políticos (CEMDP).